# Adrian Clayborn
Adrian Clayborn (* 6. Juli 1988 in St. Louis, Missouri, Vereinigte Staaten) ist ein ehemaliger US-amerikanischer American-Football-Spieler auf der Position des Defensive Ends. Er spielte während seiner zehnjährigen Profikarriere für die Tampa Bay Buccaneers, Atlanta Falcons, New England Patriots und Cleveland Browns in der National Football League (NFL). Mit den Patriots gewann er am 3. Februar 2019 den Super Bowl LIII.

## Frühe Jahre
Clayborn wurde in St. Louis, Missouri geboren. Bei seiner Geburt kam es zu Komplikationen, so litt er seit seiner Geburt an einer sogenannten geburtstraumatischen Plexuslähmung am rechten Arm. Schon im Kindesalter erhielt er deshalb eine Physiotherapie. Als er zehn Jahre alt war, wurde sein älterer Bruder Anthony in St. Louis erschossen. Clayborn ging auf die Highschool in Webster Groves, Missouri. Dort spielte er American Football und Basketball.

## College
Von 2006 bis 2010 ging er auf die University of Iowa. Am 5. Januar 2010 gewann er mit der Footballmannschaft des Colleges, den Iowa Hawkeyes, den Orange Bowl. Clayborn wurde in diesem Spiel zum sogenannten MVP gewählt.

## NFL

### Atlanta Falcons
Clayborn wurde im NFL-Draft 2011 in der ersten Runde als 20. Spieler von den Tampa Bay Buccaneers ausgewählt. Am dritten Spieltag erzielte er seinen ersten Sack in der NFL gegen die Atlanta Falcons. Hierbei wurde der Ball vom Quarterback der Falcons, Matt Ryan, gefumblet. Er spielte alle 16 Spiele in seiner ersten Saison. 2012 stand er aufgrund einer Knieverletzung nur drei Spiele auf dem Feld. 2014 verletzte er sich erneut, sodass er nur ein Spiel in dieser Saison absolvierte. Daraufhin wurde sein Vertrag bei den Tampa Bay Buccaneers nicht verlängert. Am 12. März 2015 unterschrieb er einen Vertrag bei den Atlanta Falcons, für die er in seiner ersten Saison alle 16 Spiele bestritt. Im Play-offspiel der Saison 2016 gegen die Seattle Seahawks verletzte sich Clayborn, sodass er für den Rest der Play-offs ausfiel. Die Falcons erreichten den Super Bowl LI, welcher jedoch mit 28:34 verloren wurde.
Am 12. November 2017, im Spiel gegen die Dallas Cowboys, gelangen ihm sechs Sacks in einem Spiel. Das Spiel wurde mit 27:7 gewonnen.

### New England Patriots
Am 17. März 2018 unterschrieb Clayborn einen Zweijahresvertrag bei den New England Patriots, mit denen er am 3. Februar 2019 Super Bowl LIII gewinnen konnte. Clayborn kam dabei in allen drei Play-off-Spielen zum Einsatz. Am 15. März 2019 wurde er auf eigenen Wunsch entlassen, was den Patriots wiederum mehr Handlungsspielraum im Salary Cap verschaffen sollte.

### Rückkehr zu den Atlanta Falcons
Am 9. April 2019 verkündeten die Atlanta Falcons die Rückkehr Clayborns in ihr Team und statteten ihn mit einem Einjahresvertrag aus.

### Cleveland Browns
Anfang April 2020 unterschrieb er bei den Cleveland Browns einen Zweijahresvertrag in der Höhe von 6 Millionen US-Dollar. Nach der Saison 2020 entließen die Browns Clayborn.